# Списък на кинорежисьори
Това е списък на кинорежисьори от цял свят. Моля, попълвайте го, като внимавате първата буква на фамилното име да съвпада с буквата, с която е озаглавена секцията (Уди Алън в секция А, Акира Куросава в секция К), а вътре в секцията ги подреждайте по първо име (Микеланджело Антониони преди Педро Алмодовар).

## А
- Алехандро Аменабар
- Бен Афлек (1972)
- Джеймс Айвъри (1928)
- Динара Асанова (1942 – 1985)
- Жан-Жак Ано
- Иван Андонов (1934 – 2011)
- Линдзи Андерсън (1923 – 1994)
- Микеланджело Антониони (1912 – 2007)
- Педро Алмодовар (1949)
- Пол Томас Андерсън (1970)
- Пол Уилям Скот Андерсън (1965)
- Ричард Атънбъро (1923 – 2014)
- Сергей Айзенщайн (1898 – 1948)
- Стивън Апостолов (1928 – 2005)
- Уди Алън (1935)
- Уес Андерсън (1969)

## Б
- Бернардо Бертолучи (1940)
- Бертолт Брехт
- Жак Брел
- Ингмар Бергман (1918 – 2007)
- Луис Бунюел (1900 – 1983)
- Люк Бесон
- Петер Бачо
- Питър Брук
- Ролан Биков
- Тим Бъртън
- Уилям Бюдайн (1892 – 1970)
- Уорън Бийти

## В
- Анджей Вайда (1926)
- Вим Вендерс
- Джон Ву
- Дзига Вертов
- Жан Виго (1905 – 1934)
- Лукино Висконти (1906 – 1976)
- Пол Верховен
- Рангел Вълчанов (1928 – 2013)

## Г
- Абел Ганс
- Алехандро Гонсалес Иняриту
- Бахман Гобади
- Васил Гендов
- Джон Грей
- Дейвид Уорк Грифит
- Жан-Люк Годар (1930)
- Иванка Гръбчева
- Мел Гибсън
- Мишел Гондри (1963)
- Питър Грийнауей
- Ромен Гари
- Самюъл Голдуин (1882 – 1974)
- Станислав Говорухин (1936)
- Тери Гилиъм

## Д
- Александър Довженко (1894 – 1956)
- Виторио Де Сика (1901 – 1974)
- Георги Дюлгеров (1943)
- Георгий Данелия (1930)
- Нури Джейлан (1959)
- Джим Джармуш
- Норман Джуисън (1926)
- Доньо Донев (1929 – 2007)
- Жак Дере (1929 – 2003)
- Станислав Дончев (1978)Станислав Дончев - Стамбата
- Карл Теодор Драйер (1889 – 1968)
- Сесил Демил (1881 – 1959)
- Уолт Дисни
- Чарлз С. Дътън

## Ж
- Димитър Тодоров Жарава
- Ролан Жофе (1945)

## З
- Кшищоф Зануси
- Роб Зомби
- Робърт Земекис (1952)
- Фред Зинеман (1907 – 1997)

## И
- Стилиян Иванов
- Клинт Истууд
- Томас Харпър Инс (1882 – 1924)

## К
- Аббас Киаростами (1940 – 2016)
- Адемир Кенович
- Аки Каурисмеки (1957 – )
- Акира Куросава (1910 – 1998)
- Андрей Кончаловски
- Джеймс Камерън (1954 – )
- Джон Касавитис (1929 – 1989)
- Джордж Кюкър (1899 – 1983)
- Елия Казан (1909 – 2003)
- Емир Кустурица (1954)
- Кшищоф Кешловски (1941)
- Майкъл Къртис (1886 – 1962)
- Марсел Карне (1906 – 1996)
- Радж Капур (1924 – 1988)
- Рене Клер (1898 – 1981)
- София Копола
- Стенли Крамър (1913 – 2001)
- Стенли Кубрик (1928 – 1999)
- Такеши Китано
- Тед Кочев
- Франк Капра (1897 – 1991)
- Франсис Форд Копола (1939)
- Хенри Кинг (1886 – 1982)

## Л
- Бари Левинсън (1942)
- Сър Дейвид Лийн (1908 – 1991)
- Дейвид Линч (1946)
- Джеймс Лапайн
- Джордж Лукас (1944)
- Клод Льолуш
- Луи Жан Люмиер
- Огюст Люмиер
- Серджо Леоне (1929 – 1989)
- Сидни Лъмет (1924)
- Фриц Ланг (1890 – 1976)

## М
- Антъни Мингела
- Винсънт Минели (1910 – 1986)
- Владимир Мотил (1927)
- Евгений Михайлов
- Жан-Пиер Мелвил (1917 – 1973)
- Иржи Менцел
- Кира Муратова (1934)
- Лукас Мудисон (1969)
- Марио Моничели
- Майкъл Мур
- Нани Морети
- Никита Михалков
- Терънс Малик
- Фридрих Мурнау (1889 – 1931)
- Хари Майен
- Владо Момчев

## Н
- Владимир Ненов (1977)
- Майк Никълс (1931 – 2014)

## О
- Маноел де Оливейра
- Ясуджиро Озу (1903 – 1963)
- Робърт Олтмън
- Шун Огури

## П
- Алън Пакула
- Алън Паркър
- Андрей Паунов
- Артър Пен
- Волфганг Петерсен
- Пиер Паоло Пазолини (1922 – 1975)
- Роман Полански (1933)
- Сам Пекинпа (1925 – 1984)
- Сергей Параджанов (1924 – 1990)
- Сидни Полак
- Шон Пен

## Р
- Ален Рене (1922 – 2014)
- Въло Радев (1923 – 2001)
- Карол Рийд (1906 – 1976)
- Гай Ричи
- Жан Реноар (1894 – 1979)
- Лени Рифенщал
- Мартин Рит (1914 – 1990)
- Никълъс Рей (1911 – 1979)
- Роберто Роселини (1906 – 1977)
- Сатяджит Рей (1921 – 1992)

## С
- Алексей Учител
- Андрей Сокуров
- Андрей Слабаков
- Брайън Сингър
- Джон Стърджис
- Джордж Стивънс (1904 – 1975)
- Еторе Скола (1931 – 2016)
- Ищван Сабо
- Карлос Саура
- Мартин Скорсезе
- Оливър Стоун
- Ридли Скот
- Стивън Спилбърг
- Станислав Дончев
- Тони Скот
- Фернандо Соланас

## Т
- Андрей Тарковски (1932 – 1986)
- Данис Танович
- Иглика Трифонова
- Куентин Тарантино (1963)
- Ларс фон Трир (1956)
- Паоло Тавиани
- Виторио Тавиани
- Тонислав Христов (1979)
- Франсоа Трюфо (1932 – 1984)
- Kолин Тревъроу

## У
- Били Уайлдър (1906 – 2002)
- Майкъл Уинтърботъм
- Орсън Уелс (1915 – 1985)
- Робърт Уайз (1914 – 2005)
- Теодор Ушев
- Уилям Уайлър (1902 – 1981)

## Ф
- Боб Фос
- Виктор Флеминг
- Дейвид Финчър
- Джон Форд (1895 – 1973)
- Джонатан Фрейкс
- Милош Форман (1932)
- Райнер Вернер Фасбиндер
- Федерико Фелини (1920 – 1993)
- Франсис Форд Копола

## Х
- Ласе Халстрьом
- Алфред Хичкок
- Вернер Херцог
- Денис Хопър
- Джон Хюстън
- Зако Хеския
- Колин Хигинс
- Стивън Хопкинс
- Уолтър Хил
- Хауърд Хоукс

## Ч
- Майкъл Чимино
- Чарли Чаплин (1889 – 1977)

## Ш
- Джон Шлезинджър (1926 – 2003)
- Клод Шаброл
- Фолкер Шльондорф

## Щ
- Ерих фон Щрохайм (1885 – 1957)